# El Aprendiz: Martha Stewart
El Aprendiz: Martha Stewart (The Apprentice: Martha Stewart) es un reality-show de la NBC. En su segunda edición contó con la participación de la empresaria Martha Stewart.

## Historia
Desde que se estrenó el primer episodio de la primera temporada con Donald Trump, este programa ha sido un éxito internacional con más de 50 millones de televidentes.
Mark Burnett, Donald Trump y Jay Bienstock(los productores)decidieron hacer una nueva edición con otro grande de los negocios, que sería esta vez una mujer: Martha Stewart. El programa se basa en la idea de una entrevista de trabajo, donde cada semana,se impone un proyecto, el cual los candidatos deben cumplir. Al final de dicho proyecto alguien es "despedido" (eliminado). Solo que a diferencia de Donald Trump, ella no dice "Estás Despedido" sino que por lo general ella dice "Adiós" o "Aquí tú no encajas".

## Modalidad
Esta edición tenía la misma modalidad y mismo objetivo. Los participantes debían ser empresarios destacados en sus áreas, y por medio de un casting se logró escoger a 16 personas: 6 varones y 10 mujeres.
Al inicio estos se dividieron en dos equipos, los corporativos y creativos. Su primera tarea fue nombrar a su equipo, llamándose así: Primarius (Corporativos)y Matchstick (Creativos).

## Los Equipos

### Primarius
Se puede decir que este fue el mejor de los equipos hasta que Martha los reagrupó ya que el otro equipo no congeniaba bien. 
Integrado por: 
- Carrie Gugger.-Directora Creativa (despedido(a))
- Jennifer Le.-Fiscal(despedido(a))
- Ryan Danz.-Abogado(despedido(a))
- Amanda Hill.-Abogado (despedido(a))
- Howie Greenspan.-Dueño de Empresa de Modas(despedido(a))
- Sarah Brennan.-Organizadora de Eventos(despedido(a))
- Leslie Sánchez.-Dueña de Empresa de Marketing (despedido(a))
- Dawna Stone.-Editora de Revistas Contratada

### Matchstick
Se agruparon los miembros más creativos de los 16 en este equipo.
Integrado por: 
- Shawn Killinger.-Presentadora de T.V. (despedido(a))
- Jim Bozzini.-Ejecutivo Publicitario (despedido(a))
- Dawn Silvia.-Asesora RR.PP. (despedido(a))
- Chuck Soldano.-Diseñador de Interiores(despedido(a))
- David Karandish.-Dueño de Compañía de Internet(despedido(a))
- Bethenny Frankel.-Chef de Comida Natural(despedido(a))
- Jeff Rudell.-Director Creativo (despedido(a))
- Marcela Valladolid.-Instructora de Cocina(despedido(a))

## Los Jueces
Alexis Stewart, Charles Koppelman y por supuesto Martha Stewart, fueron el jurado. Durante cada momento en la sala de conferencias Alexis y Charles fueron de ayuda a  Martha cuando tuvo que tomar una decisión, siendo Charles su mayor influencia.
El programa fue planeado para ser de una sola temporada.